# Sundrum Castle

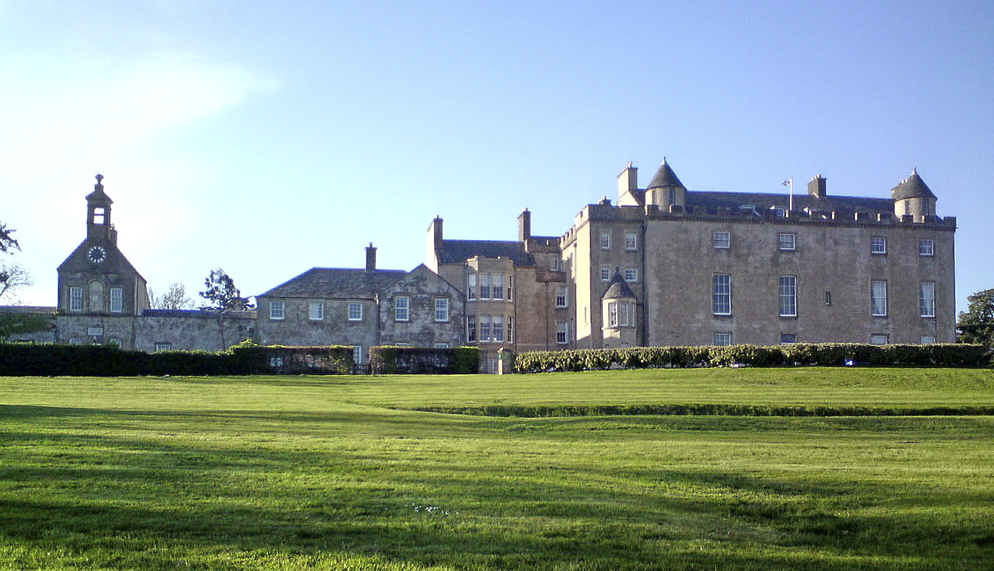
Sundrum Castle

Sundrum Castle ist ein Landhaus am Ufer des Water of Coyle 1,5 km nördlich von Coylton in der schottischen Council Area South Ayrshire.
Das ursprüngliche Tower House wurde im 14. Jahrhundert für Sir Robert Wallace, Sheriff von Ayr, errichtet. Sie wurde in das heutige Landhaus integriert, das für die Hamiltons of Sundrum 1792 errichtet wurde.
Historic Scotland hat Sundrum Castle als historisches Bauwerk der Kategorie B gelistet.